# Ministre des Services aux citoyens
Le ministre des Services aux citoyens (en anglais : Minister of Citizens’ Services) était un Ministre de la Couronne du cabinet du Canada, chargé de la supervision des services fournis par le Gouvernement du Canada. Le poste est créé de façon distincte en juillet 2023, à l'occasion d'un remaniement et aboli en mars 2025.

## Historique
Les responsabilités et ressources du poste sont mal définies au moment de l'annonce de la création du poste. 
La lettre de mission du ministre, publiée en novembre 2023, donne certaines orientations notamment:
- Veiller à la qualité de la prestation des services aux citoyens ;
- Supporter Service Canada et la mise en œuvre du Régime canadien de soins dentaires (en) ;
- Accompagner la numérisation des services gouvernementaux et l'instauration de l'identité numérique, en lien avec le Conseil du trésor.

## Liste des titulaires
| Titulaire Parti | Titulaire Parti | Titulaire Parti     | Début           | Fin          | Cabinet          | Ministère |
| --------------- | --------------- | ------------------- | --------------- | ------------ | ---------------- | --------- |
|                 |                 | Terry Beech Libéral | 26 juillet 2023 | 14 mars 2025 | 29e (J. Trudeau) | EDSC      |